# Ulodesmus testaceus
Ulodesmus testaceus är en mångfotingart som först beskrevs av Carl Graf Attems 1909.  Ulodesmus testaceus ingår i släktet Ulodesmus och familjen Gomphodesmidae. Inga underarter finns listade i Catalogue of Life.